# Галисийский язык
Галиси́йский язык (Galego) — язык романской группы, относится к иберо-романской подгруппе романских языков. Язык Галисии согласно пункту 2 статьи 3 Испанской конституции 1978 года и статьи 5 Статута об автономии Галисии наряду с испанским является официальным. На галисийском языке говорит коренное население исторической области Галисия на северо-западе Пиренейского полуострова.
По приблизительным оценкам, общее число говорящих на галисийском языке во 2-й половине XX века составляло около 4 миллионов человек: 2 миллиона 700 тысяч в Галисии, 1 миллион — в странах Нового Света, около 250 тысяч — в Испании вне Галисии. 
В историческом отношении диалекты галисийского языка более архаичны, более близки к общероманскому языку Галлеции (лат. Gallaecia, Callaetia, Galecia), и большей частью являются автохтонным развитием народной латыни на её территории, в то время как диалекты португальского языка являются производными от них и не автохтонными, а привнесёнными на территорию современной Португалии в процессе Реконкисты.

## Современное положение

### Пользование галисийским языком
| Пользование галисийским языком (2001) |           |           |           |         |           |         |           |
|                                       | Всего     | Всегда    | Всегда    | Иногда  | Иногда    | Никогда | Никогда   |
| Всего                                 | 2 587 407 | 1 470 836 | (56,84 %) | 783 780 | (30,29 %) | 332 791 | (12,86 %) |
| От 5 до 9 лет                         | 101 840   | 38 329    | (37,63 %) | 48 651  | (47,77 %) | 14 860  | (14,50 %) |
| От 10 до 14 лет                       | 122 747   | 50 891    | (41,46 %) | 60 430  | (49,23 %) | 11 426  | (9,30 %)  |
| От 15 до 19 лет                       | 156 950   | 69 760    | (44,44 %) | 66 343  | (42,27 %) | 20 847  | (13,28 %) |
| От 20 до 24 лет                       | 207 341   | 95 008    | (45,82 %) | 77 044  | (37,15 %) | 35 289  | (17,01 %) |
| От 25 до 29 лет                       | 213 402   | 96 059    | (45,01 %) | 79 586  | (37,29 %) | 37 757  | (17,69 %) |
| ОТ 30 до 34 лет                       | 201 392   | 94 785    | (47,06 %) | 72 506  | (36,00 %) | 34 101  | (16,93 %) |
| От 35 до 39 лет                       | 193 342   | 96 992    | (50,16 %) | 65 641  | (33,95 %) | 30 709  | (15,88 %) |
| От 40 до 44 лет                       | 191 180   | 104 074   | (54,43 %) | 60 615  | (31,70 %) | 26 491  | (13,85 %) |
| От 45 до 49 лет                       | 174 056   | 100 166   | (57,54 %) | 51 965  | (29,85 %) | 21 925  | (12,59 %) |
| От 50 до 54 лет                       | 168 473   | 102 227   | (60,67 %) | 46 607  | (27,66 %) | 19 639  | (11,65 %) |
| От 55 до 59 лет                       | 163 029   | 106 103   | (65,08 %) | 39 920  | (24,48 %) | 17 006  | (10,43 %) |
| От 60 до 64 лет                       | 135 040   | 94 459    | (69,94 %) | 27 844  | (20,61 %) | 12 737  | (9,43 %)  |
| Больше 65 лет                         | 558 615   | 421 983   | (75,54 %) | 86 628  | (15,50 %) | 50 004  | (8,95 %)  |

| Владение галисийским языком |          |         |         |         |
| Дата                        | Понимают | Говорят | Читают  | Пишут   |
| 1991 год                    | 96,96 %  | 91,39 % | 49,30 % | 34,85 % |
| 2001 год                    | 99,16 %  | 91,04 % | 68,65 % | 57,64 % |

### Диалекты
В галисийском языке выделяют три группы диалектов, каждая из которых имеет свои особенности. Западный диалект распространён в районе Риас-Бахас (галис. Rías Baixas, исп. Rías Bajas), вплоть до Сантьяго-де-Компостела. Центральный диалект занимает бо́льшую часть территории Галисии, а восточный диалект распространён на крайнем востоке Галисии и в приграничных зонах Леона и Саморы. Основными отличиями этих диалектов являются gheada и seseo.
Данная классификация не является единственной. Согласно Б. П. Нарумову, Р. Карбальо Калеро разделяет четыре диалекта:
- Юго-западный диалект — характерны фонетические отличия seseo и gheada, предорсальная артикуляция s, сохранение -n < лат. -anu, -ana: irmán «брат», «сестра», образование формы множественного числа имён на -l по модели animal — animás «животн|| ое, -ые».
- Северо-западный диалект характеризуется seseo только в конечной позиции — lus вместо luz «свет», gheada; апико-альвеолярная артикуляция s, отпадение -n в именах irmá, irmás «брат, -ья», «сестр|| а, -ы», образование множественного числа имён на -l, как в юго-западном диалекте.
- Центральный диалект характеризуется отсутствием seseo и gheada, апико-альвеолярной артикуляцией s, переходом лат. -anu>-ao и лат. -ana>-a: irmao «брат», irmá «сестра», образованием множественного числа имён на -l, как в западных диалектах.
- Восточный диалект характеризуется теми же чертами, что и центральный диалект, но образование множественного числа имён на -l, -n происходит по модели animal — animáis «животн|| ое, -ые», can — cais «собак|| а, -и»[4].

### Географическое распространение
На галисийском говорят свыше 3 млн человек в Галисии и галисийских общинах в остальной Испании (Мадрид, Барселона), в Америке (в первую очередь, в Буэнос-Айресе, Каракасе, Монтевидео, Гаване и Мехико) и в Европе. Помимо Галисии на галисийском также говорят на западе Эль Бьерсо (Леон) и в деревне Санабрия (Самора), согласно договору между Управлением образования правительства Галисии и Управлением образования Кастилии и Леона, в этих местах ведётся преподавание галисийского языка.
В трёх муниципиях Касереса в долине Халама (Вальверде дель Фресно, Эльхас и Сан-Мартин-де-Тревехо) говорят на фале (исп. Fala de Xálima), языке по поводу которого среди учёных нет согласия в том, является ли он самостоятельным языком, наряду с галисийским и португальским, или же древнепортугальским с леонским и испанским суперстратом.
Некоторые лингвисты придерживаются мнения, что язык эонавьего, или галисийско-астурийский, на котором говорят в приграничных деревнях Астурии, относящихся к комарке Эо-Навия (исп. Eo-Navia), также является галисийским.

## История

### Возникновение галисийского языка
Галисийский язык развился из народной латыни. Изменение латыни в галисийском языке шло медленно и поэтому сложно сказать, когда именно латынь перестала быть латынью и стала галисийским языком. Некоторые галисийские учёные считают, что уже в VIII веке были ощутимые изменения между официальным церковным языком (церковная латынь) и языком населения Галисии.
Ленинградский филолог Б. П. Нарумов по этому поводу писал: «Формирование отличительных черт галаико-романской речи относят обычно к VI—VIII вв. [Veiga Arias 1980, 23; 1980, 295, 298; Rogríguez 1976b], хотя некоторые исследователи датируют этот процесс несколькими веками позже [Piñeiro López 1968, 47]». Согласно Р. Карбальо Калеро и А. Отеро, галаико-романский протоязык был «предком» галисийского, португальского, леонского и кастильского языков, что составляет предмет национальной гордости галисийцев. Поэтому Галисию (точнее Галлецию вместе с Астурией и Леоном) называют «питомником романских наречий» (o viveiro dos romances).
Языковая дифференциация на территории древней Галлеции началась после обособления Португальского графства в конце XI — начале XII веков. Раздельное развитие галисийских и португальских диалектов происходило из-за особенностей политических процессов в условиях Реконкисты, ставших причиной формирования двух самостоятельных языков. Волна Реконкисты продвигалась с севера на юг, поэтому с исторической точки зрения португальский язык следует считать производным от галисийского.

### XII—XV века
С конца XII — начала XIII века галисийский язык, условно называемый в настоящее время галисийско-португальским языком, становится литературным языком Иберийского полуострова, а наиболее древние сохранившиеся деловые документы датируются началом XIII века.
При правлении кастильского короля Фернандо III Святого «кортесы собирались отдельно в Кастилии и Галисии; языком последних был галисийский».
Галисийские авторы пользовались славой лучших сочинителей песен, из уст трубадуров звучали кантиги на галисийском языке при дворах многих пиренейских королевств. Также за пределами Галисии — в Кастилии, Леоне, Арагоне и особенно в Португалии — трубадуры и жонглёры сочиняли песни на галисийско-португальском языке. Созданная предположительно в 1196 году Жуаном Соаресом де Пайва (галис. Xoán Soares de Pavia) кантига Ora faz ost’o senhor de Navarra является самым древним из известных литературных текстов на галисийско-португальском языке.
В XIV веке галисийско-португальский язык разделился на самостоятельные галисийский и португальский языки, когда Галисия окончательно закрепляется за Кастильской короной.

### Тёмные века
Хотя в течение XVI—XVIII веков галисийский оставался самым распространённым языком в Галисии, практически нет литературных произведений, созданных на галисийском в этот период. В Галисии эта эпоха названа «Тёмными веками» (галис. Os Séculos Escuros).

### Литературное возрождение: Росалия, Куррос и Пондал
1863 год отмечается как начало так называемого Решурдименто (галис. Rexurdimento) — языкового и литературного возрождения галисийского языка. В том году были опубликованы Cantares gallegos («Галисийские песни») Росалии де Кастро. Сборники этой поэтессы вместе с поэтическими антологиями Мануэла Курроса Энрикеса Aires da miña terra («Воздух моего края» или «Ветра моей земли», 1880) и Эдуардо Пондала Queixumes dos pinos («Шум сосен», 1886) представляют собой высшие достижения периода возрождения галисийского языка и галисийской литературы 2-й половины XIX века. Центральной фигурой предшествующего этапа — предвозрождения (Prerrexurdimento) — признан Шоан Мануэл Пинтос.

### Запрет при Франко и легализация
С приходом к власти диктатора Франсиско Франко, галисийца по рождению, официальное использование галисийского языка было запрещено. Причиной этого запрета было стремление Франко централизовать Испанию и поставить барьер локальному национализму, в особенности, в Галисии, Басконии и Каталонии. Запрет использования региональных языков и подавление культурных особенностей казался режиму Франко подходящим средством для этого.
Лишь в последние годы правления Франко и, в особенности, после его смерти в 1975 году, начался процесс возрождения галисийского языка. Вместе с возрождением языка начался непрекращающийся спор приверженцев разных точек зрения на основы нормативизации галисийского языка.

### С 1975: споры вокруг нормы
На одной стороне находятся так называемые реинтеграционисты, выступающие за вхождение галисийского в единое языковое пространство с португальским. На другой — автономисты, чьей целью является позиционирование галисийского языка как самостоятельного романского языка наряду с испанским и португальским. Помимо этих основных групп существуют различные другие течения, в основном, внутри реинтеграционистов. Отсутствие единства в вопросе нормативизации галисийского языка привело к различным спорам об орфографии, морфологии и лексикологии, а также к различным оценкам прошлого и настоящего галисийского языка.

## Орфография
Алфавит галисийского построен на основе латинского. В алфавите 23 буквы: a, b, c, d, e, f, g, h, i, l, m, n, ñ, o, p, q, r, s, t, u, v, x, z. Используется также буква ü (lingüista [lingwista] вместо linguista [lingista]) и буквы k, j, w, y в заимствованных словах. 
Есть несколько диграфов: ch, rr, gu, ll, nh, gh (используется для передачи диалектного произношения g [g] как [h]).
| Буква, буквосочетание | Галисийский язык     | Перевод                      | IPA          | Примечание                                                           |
| a                     | auga                 | «вода»                       | [a]          |                                                                      |
| b                     | boi                  | «бык»                        | [b]/[β]      | В начале слова и после n, m — взрывной [b], в остальных случаях [β]. |
| c перед a, o, u       | casa, coma, cume     | «дом, запятая, вершина горы» | [k]          |                                                                      |
| c перед e, i          | cedo, cidade         | «рано, город»                | [θ] или¹ [s] |                                                                      |
| ch                    | choiva               | «дождь»                      | [tʃ]         |                                                                      |
| d                     | dedo                 | «палец»                      | [d]          |                                                                      |
| e                     | sete                 | «семь»                       | [ɛ]/[e]      |                                                                      |
| f                     | ferro                | «железо»                     | [f]          |                                                                      |
| g                     | gaita                | «волынка»                    | [g] или [h]  |                                                                      |
| gu                    | guindar              | «кидать»                     | [g] или [ħ]  |                                                                      |
| h                     | herba                | «трава»                      | —            |                                                                      |
| i                     | idiota               | «идиот»                      | [i]          | В составе дифтонга — [ʝ].                                            |
| l                     | lonxe                | «далеко»                     | [l]          |                                                                      |
| ll                    | allo                 | «чеснок»                     | [ʎ] или [ɟ]  |                                                                      |
| m                     | meiga                | «ведьма»                     | [m]          |                                                                      |
| n                     | neno                 | «мальчик»                    | [n]          |                                                                      |
| ñ                     | mañá                 | «утро/завтра»                | [ɲ]          |                                                                      |
| nh                    | unha                 | «одна»                       | [ŋ]          |                                                                      |
| o                     | cociña               | «кухня»                      | [o]/[ɔ]      |                                                                      |
| p                     | prato                | «блюдо»                      | [p]          |                                                                      |
| q                     | queixo               | «сыр»                        | [k]          |                                                                      |
| r                     | cor, rei             | «цвет, король»               | [ɾ]/[r]      | [r] — в начале слова, после m и n. В остальных случаях — [ɾ].        |
| rr                    | terra                | «земля»                      | [r]          |                                                                      |
| s                     | sempre               | «всегда»                     | [s]          |                                                                      |
| t                     | testa                | «голова»                     | [t]          |                                                                      |
| u                     | culler               | «ложка»                      | [u]          | В составе дифтонга — [w].                                            |
| v                     | vento                | «ветер»                      | [b]/[β]      | v произносится так же, как и b                                       |
| x                     | xeito [ʃ], sexo [ks] | «образ, пол»                 | [ʃ]/[ks]     | [ʃ] — в исконных словах, [ks] — в культизмах и заимствованиях.       |
| z                     | praza                | «площадь»                    | [θ] или [s]  |                                                                      |

¹зависит от диалекта

## Лингвистическая характеристика

### Фонетика и фонология

#### Гласные
В галисийском языке в ударной позиции 7 гласных звуков (в отличие от португальского, чья система гласных включает 12 фонем, и испанского с 5 гласными фонемами): /i/, /e/, /ɛ/, /a/, /ɔ/, /o/, /u/. Разница между /e/ и /ɛ/, и между /ɔ/ и /o/ в степени открытости: /ɛ/ и /ɔ/ более открытые, чем /e/ и /o/. Система гласных галисийского языка совпадает с системой гласных народной латыни.
В безударной позиции число гласных сокращается до 5, поскольку исчезают различия между /e/ и /ɛ/, и между /ɔ/ и /o/.
В отличие от португальского языка, назализация не является отличительной чертой галисийского, хотя она присутствует в звонком велярном носовом согласном [ŋ], который встречается как в середине слова (canseira «усталость»), так и в конце (corazón «сердце», camión «грузовик»).
В галисийском языке 16 дифтонгов:
8 нисходящих (первый гласный имеет большую открытость, чем второй),
8 восходящих (открытость второго гласного больше, чем первого).
Нисходящие дифтонги:
- /ai/ (галис. laborais «трудовые»)
- /au/ (галис. causa «причина»)
- /ei/ (галис. conselleiro «министр»)
- /eu/ (галис. defendeu «он защитил»)
- /iu/ (галис. viviu «жил»)
- /oi/ (галис. escoitar «слушать»)
- /ou/ (галис. Ourense Оренсе)
- /ui/ (галис. puido «я могу»)

Восходящие дифтонги:
- /ia/ (галис. diante «раньше, прежде»)
- /ie/ (галис. ciencia «наука»)
- /io/ (галис. cemiterio «кладбище»)
- /iu/ (галис. triunfo «триумф»)
- /ua/ (галис. lingua «язык»)
- /ue/ (галис. frecuente «частый»)
- /ui/ (галис. lingüista «лингвист»)
- /uo/ (галис. residuo «остаток»)

#### Согласные
Система согласных галисийского очень похожа на систему согласных испанского языка (в испанском нет только /ʃ/), и включает в себя 17 фонем: /b/, /k/, /d/, /θ/, /f/, /r/, /g/, /l/, /ʎ/, /m/, /n/, /ɲ/, /p/, /s/, /t/, /ʃ/, /tʃ/. Отсутствуют имеющиеся в португальском звонкие фонемы /v/ и /z/, то есть s в интервокальной позиции не становится звонкой. Как и в испанском наличествует отсутствующая в португальском фонема /tʃ/, которая графически передаётся сочетанием ch: гал. chamar [tʃamar] — порт. chamar [ʃɐmar]. В некоторых диалектах на западе Галисии /θ/ заменяется на /s/ (сесео seseo); на месте аллофонов [g] или [ɣ] произносится звук [h], похожий на кастильский [x], но не идентичный ему (/g/ > /h/: кот gato [gato] > [ɣato] > [hato] — хеада gheada). /ʎ/ переходит в /ɟ/: Carballo Карбальо (йеисмо yeísmo).

## Пример текста на трёх иберо-романских языках (кромекаталанского)
Текст молитвы «Отче наш»:
| Галисийский                                                                    | Португальский                                                               | Испанский                                                                           |
| Noso Pai que estás no ceo,                                                     | Pai nosso, que estais no céu,                                               | Padre nuestro que estás en el Cielo,                                                |
| santificado sexa o teu nome,                                                   | santificado seja o Vosso nome.                                              | santificado sea tu nombre,                                                          |
| veña a nós o teu reino                                                         | Venha a nós o Vosso reino.                                                  | venga a nosotros tu Reino,                                                          |
| e fágase a túa vontade aquí na terra coma no ceo.                              | Seja feita a Vossa vontade, assim na terra como no céu.                     | hágase tu voluntad en la Tierra como en el Cielo,                                   |
| O noso pan de cada día dánolo hoxe,                                            | Pão nosso de cada dia nos dai hoje.                                         | danos hoy nuestro pan de cada día,                                                  |
| e perdóanos as nosas ofensas como tamén perdoamos nós a quen nos ten ofendido, | Perdoai as nossas ofensas assim como nós perdoamos a quem nos tem ofendido. | y perdona nuestras ofensas, como también nosotros perdonamos a los que nos ofenden, |
| e non nos deixes caer na tentación, mais líbranos do mal.                      | Não nos deixeis cair em tentação, mas livrai-nos do mal.                    | no nos dejes caer en tentación, y líbranos del mal.                                 |
| Amén.                                                                          | Amém.                                                                       | Amén.                                                                               |

Различия в орфографии и транскрипции на русском языке
| Галисийский | Португальский | Испанский   |
| Xosé — Шосе́ | José — Жозе́   | José — Хосе́ |
| Xoán — Шоа́н | João — Жуа́н   | Juan — Хуа́н |